# Dan Quayle
Dan Quayle (n. 4 februarie 1947, Indiana, SUA) este un politician american, congresman în Camera Reprezentanților între 3 ianuarie 1977 și 3 ianuarie 1981 și vicepreședinte al Statelor Unite ale Americii între 1989 și 1993.